# Cîșla, Telenești
Cîșla este un sat din raionul Telenești, Republica Moldova. Este așezat într-o regiune de coline și dealuri, pe partea dreaptă a râului Ciulucul Mic, între satele Mîndrești și Ghiliceni, la 15 km vest de orașul Telenești, la 41 km de stația calea ferată Călărași și la 102 km de Chișinău.

## Administrație și politică
Componența Consiliului local Cîșla (9 consilieri), ales la 5 noiembrie 2023, este următoarea:
|  | Partid                            | Consilieri | Componență | Componență | Componență | Componență | Componență | Componență | Componență | Componență |
|  | --------------------------------- | ---------- | ---------- | ---------- | ---------- | ---------- | ---------- | ---------- | ---------- | ---------- |
|  | Partidul Acțiune și Solidaritate  | 8          |            |            |            |            |            |            |            |            |
|  | Partidul Social Democrat European | 1          |            |            |            |            |            |            |            |            |